# Parc national Tuktut Nogait
Le parc national Tuktut Nogait (qui signifie « jeune caribou ») se trouve au Canada, dans les Territoires du Nord-Ouest.
Il fut créé en juin 1996 et a une superficie de 16 340 km2.
Ce parc est le refuge d'une très grande diversité animalière : caribous, grizzlis, loups, bœufs musqués et de nombreux rapaces peuplent ce parc.